# Igor Troubetzkoy
Le prince Igor Nikolaïevitch Troubetzkoy, né le 23 août 1912 à Paris et mort le 16 décembre 2008 à Neuilly-sur-Seine, est un sportif complet à la fois cycliste, skieur et pilote automobile. Il s'est fait connaître en étant le quatrième mari de la riche héritière Barbara Hutton mais aussi en étant un des premiers pilotes à piloter une Ferrari en compétition automobile.

## Biographie

### Débuts et origines
Igor Troubetzkoy est d'origine russe et appartient à la famille Troubetzkoy, mais obtient la nationalité française par sa naissance à Paris. Il grandit dans une famille appauvrie par l'exil et les mésaventures, ce qui le pousse à travailler jeune. Il s'intéresse immédiatement au cyclisme.
Son frère, Youcca Troubetzkoy, était un acteur de cinéma entre 1920 et 1940.
Bon cycliste amateur, il ne remporte pas de course notoire mais prouve ses capacités sportives. Plus tard, il s'intéresse au sport automobile et c'est après son mariage avec la milliardaire Barbara Hutton en 1947 qu'il devient un pilote sur une Simca-Gordini T11, à la suite de sa rencontre avec « le sorcier » Amédée Gordini, qui lui loua son premier véhicule de course.

### Course automobile

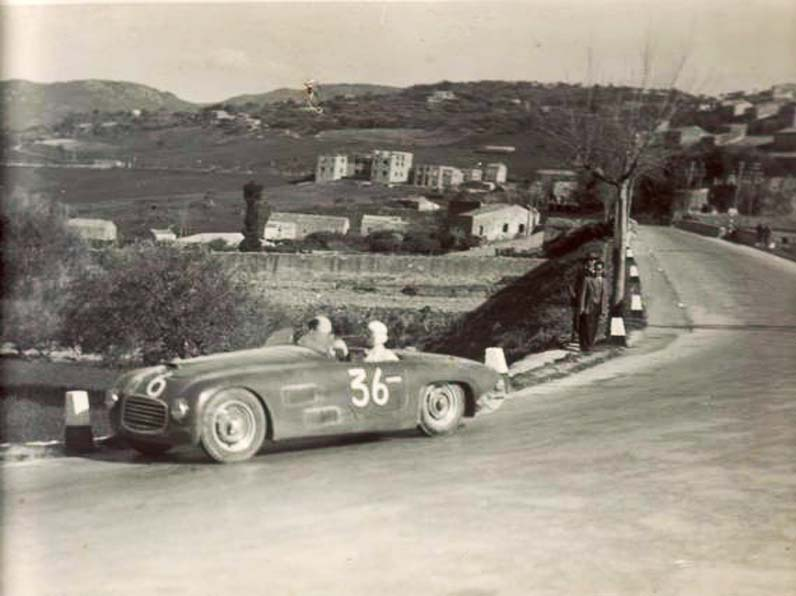
Biondetti et Troubetzkoy lors de la Targa Florio 1948.

L'année suivante, il forme sa propre écurie, Gruppo inter, et entend  parler des voitures de l'italien Enzo Ferrari. Encouragé par Gordini et les moyens financiers de sa femme, il part à sa rencontre. Le fabricant italien, dont les affaires peinent à démarrer, accepte de lui louer 2 Ferrari 166 (+ une troisième de secours) pour participer aux compétitions automobiles.
Il remporte la première course à laquelle il s'engage en 1948, la Targa Florio, sur une Ferrari 166. Il parvient à finir cette course de 1 080 km en roue libre dans les derniers kilomètres à la suite d'une panne de moteur.
Après une quatrième place au Grand Prix automobile du Roussillon avec une Simca-Gordini T11, il s'engage au Grand Prix automobile de Monaco sur une Ferrari 166 ce qui sera le premier Grand Prix d'une Ferrari. Il abandonnera à la suite d'un accident, poussé hors de piste par le « gentilhomme monégasque » Louis Chiron.
Une autre victoire marquera l'année 1948 au Circuit des Remparts à Angoulême sur une Simca-Gordini T15 mais le Prince Igor décide d'arrêter la compétition automobile à l'issue de la saison. Cette décision est liée à la fois à une forte sortie de piste sur le circuit des Planques à Albi qui a failli lui coûter la vie, à une vie conjugale difficile et à une embrouille avec Enzo Ferrari. Ce contentieux a eu lieu lors des Mille Miglia, Tazio Nuvolari qui se savait mourant souhaitait faire une dernière fois cette course qu'il avait gagnée. Enzo Ferrari décida de mettre à sa disposition la seule voiture disponible à l'usine, une des 166 du Prince Igor, sans pour autant lui en parler,. Début 1949, il ferme son écurie et cesse les courses automobiles.

### Galeriste
Igor Troubetzkoy divorce en 1951 mais aura transmis à son beau-fils, Lance Reventlow (fils de Barbara Hutton), la passion du sport automobile puisque celui-ci fonde l'écurie Scarab en 1960 pour courir en Formule 1. Il se remarie à Christiane Murat en 1976, qui lui consacre en 2012 le livre Une vie de prince russe.
La suite de sa vie sera consacrée à son activité de collectionneur de peintures en créant à Paris en 1978 une galerie, sise avenue de Messine, qui se spécialise dans la réplique à l'identique haut de gamme, l'idée lui étant venue après avoir vendu des originaux (Matisse, Sam Francis, Picasso) dont il aurait souhaité préserver des copies. Son fils Arnaud Marie prend la succession de la galerie par la suite,.

## Palmarès
- Cyclisme :
  - Vainqueur des Boucles de Sospel en 1933[13]

- Sport automobile :
  - Vainqueur de la Targa Florio en 1948
  - Vainqueur du Circuit des Remparts à Angoulême en 1948
  - 3e des coupes de l'AGACI en 1947 à Montlhéry[14].